# El Progreso, Amatenango de la Frontera
El Progreso är en ort i Mexiko.   Den ligger i kommunen Amatenango de la Frontera och delstaten Chiapas, i den sydöstra delen av landet, 900 km sydost om huvudstaden Mexico City. El Progreso ligger 1 088 meter över havet och antalet invånare är 290.
Terrängen runt El Progreso är kuperad åt nordväst, men åt sydost är den bergig. Runt El Progreso är det ganska tätbefolkat, med 199 invånare per kvadratkilometer. Närmaste större samhälle är Frontera Comalapa, 12,9 km nordväst om El Progreso. I omgivningarna runt El Progreso växer huvudsakligen savannskog.